# Beijing Zhongka
Der Beijing Zhongka ist ein Lkw-Typ.

## Beschreibung
Der chinesische Automobil- und Nutzfahrzeughersteller Beijing Automobile Works brachte im Jahre 2014 den Mercedes-Benz Actros mit optischen Änderungen auf den Markt. Die Zusammenarbeit mit Mercedes-Benz besteht seit dem Jahre 1977. Während bis 2004 die Fahrzeuge nur im Auftrag des deutschen Konzerns endmontiert worden waren, hatte man vereinbart, eine vollständige Produktion der Fahrzeuge im dafür gegründeten Joint-Venture-Unternehmen Beijing Benz zu vereinigen. Knapp eine Dekade später bringt der Hersteller nun erstmals eigene Modelle auf den Markt, zu deren als Entwicklungsbasis Modelle aus dem Hause Mercedes herangezogen wurden. Doch anders als andere chinesische Hersteller, verwendet man nicht die bereits vorhandenen Modelle, sondern solche, die noch nicht auf dem chinesischen Markt vertreten sind.
Es stehen die Ausstattungslinien BJ4250TSZ41, BJ32501PC61 und BJ32501PZ61 zur Wahl.
Baureihen für BJ4250TSZ41: 243, 247, 251 und 260

Baureihen für BJ32501PC61: 250, 258 und 260

Baureihen für BJ32501PZ61: 243, 247, 251 und 260
Motorisierungen:

Weichai WP10.310 mit 9726 cm³ Hubraum und 228 kW

Weichai WP10.310E32 mit 9726 cm³ Hubraum und 228 kW

Weichai WP10.336 mit 9726 cm³ Hubraum und 247 kW

Weichai WP10.340E32 mit 9726 cm³ Hubraum und 250 kW